# Берлин-Бранденбургска академия на науките
Германската академия на науките или Берлин-Бранденбургска академия на науките (на немски: Berlin-Brandenburgische Akademie der Wissenschaften) е съвременното наименование на академията на науките на Германия.
Основана е като Пруска академия на науките (Preußische Akademie der Wissenschaften) в Берлин на 11 юли 1700 година от Фридрих I. Носи първоначално наименованията Пруска и Кралска – Пруско кралско научно общество (Königlich Preußische Sozietät der Wissenschaften) (1701), Кралска академия на науките (Königliche Akademie der Wissenschaften) (от Фридрих II, 1744).
След възстановяването на Райха (1933) отново е преименувана – на Германска академия на науките (Deutsche Akademie der Wissenschaften). От 1972 г. носи името Академия на науките на ГДР (Akademie der Wissenschaften der DDR), а след обединението на Германия е със сегашното си име от 1992 година.